# Amos Benevelli
Amos Benevelli (Novellara, 20 aprile 1951) è un ex cestista italiano.

## Carriera
Guardia di 189 cm, tra gli anni settanta e gli ottanta ha giocato in Serie A1 e Serie A2 con le maglie della Saclà Asti, Fortitudo Bologna, Pesaro, Treviso e Fabriano.
Ha segnato un totale di 6.183 punti in Serie A.

## Palmarès
- Coppa delle Coppe: 1

V.L. Pesaro: 1982-83
- Promozione in Serie A1: 5

Saclà Asti: 1972-1973
Fortitudo Bologna: 1975-76
V.L. Pesaro: 1977-78
Pall. Treviso: 1984-85
Fabriano Basket 1987-88